# Skontostadion
Het Skontostadion (Lets: Skonto Stadions) is een voetbalstadion in Riga, dat plaats biedt aan 9.500 toeschouwers. De bespeler van het stadion is Riga FC, voorheen Skonto FC. Ook maakt het Lets voetbalelftal gebruik van het stadion, dat zowel zijn vriendschappelijke als kwalificatiewedstrijden speelt in Riga.
Diverse internationale artiesten traden op in dit stadion, zoals Depeche Mode in 2001, Massive Attack in 2003 en Aerosmith, Akon, Metallica en Snoop Dogg in 2008.

## Interlands
| 1  | 16 augustus 2000  | Letland – Wit-Rusland           | 0 – 1 | Vriendschappelijk    | 4.500 |
| 2  | 2 september 2000  | Letland – Schotland             | 0 – 1 | Kwalificatie WK 2002 | 9.200 |
| 3  | 7 oktober 2000    | Letland – België                | 0 – 4 | Kwalificatie WK 2002 | 7.311 |
| 4  | 25 april 2001     | Letland – San Marino            | 1 – 1 | Kwalificatie WK 2002 | 4.000 |
| 5  | 6 juni 2001       | Letland – Kroatië               | 0 – 1 | Kwalificatie WK 2002 | 4.000 |
| 6  | 3 juli 2001       | Letland – Estland               | 3 – 1 | Baltische Beker      | 1.500 |
| 7  | 5 juli 2001       | Letland – Litouwen              | 4 – 1 | Baltische Beker      | 4.000 |
| 8  | 15 augustus 2001  | Letland – Oekraïne              | 0 – 1 | Vriendschappelijk    | 7.500 |
| 9  | 14 november 2001  | Letland – Rusland               | 1 – 3 | Vriendschappelijk    | 7.000 |
| 10 | 6 juli 2002       | Letland – Azerbeidzjan          | 0 – 0 | Vriendschappelijk    | 2.000 |
| 11 | 21 augustus 2002  | Letland – Wit-Rusland           | 2 – 4 | Vriendschappelijk    | 4.200 |
| 12 | 7 september 2002  | Letland – Zweden                | 0 – 0 | Kwalificatie EK 2004 | 8.500 |
| 13 | 30 april 2003     | Letland – San Marino            | 3 – 0 | Kwalificatie EK 2004 | 7.500 |
| 14 | 20 augustus 2003  | Letland – Oezbekistan           | 0 – 3 | Vriendschappelijk    | 4.000 |
| 15 | 6 september 2003  | Letland – Polen                 | 0 – 2 | Kwalificatie EK 2004 | 7.500 |
| 16 | 10 september 2003 | Letland – Hongarije             | 3 – 1 | Kwalificatie EK 2004 | 3.000 |
| 17 | 15 november 2003  | Letland – Turkije               | 1 – 0 | Kwalificatie EK 2004 | 9.000 |
| 18 | 28 april 2004     | Letland – IJsland               | 0 – 0 | Vriendschappelijk    | 7.216 |
| 19 | 6 juni 2004       | Letland – Azerbeidzjan          | 2 – 2 | Vriendschappelijk    | 6.000 |
| 20 | 18 augustus 2004  | Letland – Wales                 | 0 – 2 | Vriendschappelijk    | 6.500 |
| 21 | 4 september 2004  | Letland – Portugal              | 0 – 2 | Kwalificatie WK 2006 | 9.500 |
| 22 | 13 oktober 2004   | Letland – Estland               | 2 – 2 | Kwalificatie WK 2006 | 8.500 |
| 23 | 30 maart 2005     | Letland – Luxemburg             | 4 – 0 | Kwalificatie WK 2006 | 8.203 |
| 24 | 8 juni 2005       | Letland – Liechtenstein         | 1 – 0 | Kwalificatie WK 2006 | 8.000 |
| 25 | 17 augustus 2005  | Letland – Rusland               | 1 – 1 | Kwalificatie WK 2006 | 9.700 |
| 26 | 7 september 2005  | Letland – Slowakije             | 1 – 1 | Kwalificatie WK 2006 | 8.800 |
| 27 | 8 oktober 2005    | Letland – Japan                 | 2 – 2 | Vriendschappelijk    | 6.500 |
| 28 | 2 september 2006  | Letland – Zweden                | 0 – 1 | Kwalificatie EK 2008 | 7.000 |
| 29 | 7 oktober 2006    | Letland – IJsland               | 4 – 0 | Kwalificatie EK 2008 | 6.800 |
| 30 | 2 juni 2007       | Letland – Spanje                | 0 – 2 | Kwalificatie EK 2008 | 8.000 |
| 31 | 6 juni 2007       | Letland – Denemarken            | 0 – 2 | Kwalificatie EK 2008 | 3.900 |
| 32 | 22 augustus 2007  | Letland – Moldavië              | 1 – 2 | Vriendschappelijk    | 4.500 |
| 33 | 8 september 2007  | Letland – Noord-Ierland         | 1 – 0 | Kwalificatie EK 2008 | 7.500 |
| 34 | 17 november 2007  | Letland – Liechtenstein         | 4 – 1 | Kwalificatie EK 2008 | 4.800 |
| 35 | 30 mei 2008       | Letland – Estland               | 1 – 0 | Baltische Beker      | 4.500 |
| 36 | 1 juni 2008       | Letland – Litouwen              | 2 – 1 | Baltische Beker      | 3.300 |
| 37 | 10 september 2008 | Letland – Griekenland           | 0 – 2 | Kwalificatie WK 2010 | 8.600 |
| 38 | 15 oktober 2008   | Letland – Israël                | 1 – 1 | Kwalificatie WK 2010 | 7.100 |
| 39 | 1 april 2009      | Letland – Luxemburg             | 2 – 0 | Kwalificatie WK 2010 | 6.700 |
| 40 | 9 september 2009  | Letland – Zwitserland           | 2 – 2 | Kwalificatie WK 2010 | 9.000 |
| 41 | 14 oktober 2009   | Letland – Moldavië              | 3 – 2 | Kwalificatie WK 2010 | 3.800 |
| 42 | 3 september 2010  | Letland – Kroatië               | 0 – 3 | Kwalificatie EK 2012 | 7.400 |
| 43 | 12 oktober 2010   | Letland – Georgië               | 1 – 1 | Kwalificatie EK 2012 | 4.330 |
| 44 | 4 juni 2011       | Letland – Israël                | 1 – 2 | Kwalificatie EK 2012 | 6.147 |
| 45 | 10 augustus 2011  | Letland – Finland               | 0 – 2 | Vriendschappelijk    | 5.314 |
| 46 | 6 september 2011  | Letland – Griekenland           | 1 – 1 | Kwalificatie EK 2012 | 5.415 |
| 47 | 7 oktober 2011    | Letland – Malta                 | 2 – 0 | Kwalificatie EK 2012 | 4.315 |
| 48 | 7 september 2012  | Letland – Griekenland           | 1 – 2 | Kwalificatie WK 2014 | 7.956 |
| 49 | 16 oktober 2012   | Letland – Liechtenstein         | 2 – 0 | Kwalificatie WK 2014 | 4.073 |
| 50 | 7 juni 2013       | Letland – Bosnië en Herzegovina | 0 – 5 | Kwalificatie WK 2014 | 7.787 |
| 51 | 6 september 2013  | Letland – Litouwen              | 2 – 1 | Kwalificatie WK 2014 | 7.306 |
| 52 | 15 oktober 2013   | Letland – Slowakije             | 2 – 2 | Kwalificatie WK 2014 | 3.813 |
| 53 | 3 september 2014  | Letland – Armenië               | 2 – 0 | Vriendschappelijk    | 4.215 |
| 54 | 10 oktober 2014   | Letland – IJsland               | 0 – 3 | Kwalificatie EK 2016 | 6.354 |
| 55 | 13 oktober 2014   | Letland – Turkije               | 1 – 1 | Kwalificatie EK 2016 | 6.432 |
| 56 | 12 juni 2015      | Letland – Nederland             | 0 – 2 | Kwalificatie EK 2016 | 8.087 |
| 57 | 6 september 2015  | Letland – Tsjechië              | 1 – 2 | Kwalificatie EK 2016 | 7.913 |
| 58 | 13 oktober 2015   | Letland – Kazachstan            | 0 – 1 | Kwalificatie EK 2016 | 7.027 |
| 59 | 2 september 2016  | Letland – Luxemburg             | 3 – 1 | Vriendschappelijk    | 4.632 |
| 60 | 7 oktober 2016    | Letland – Faeröer               | 0 – 2 | Kwalificatie WK 2018 | 4.823 |
| 61 | 10 oktober 2016   | Letland – Hongarije             | 0 – 2 | Kwalificatie WK 2018 | 4.715 |
| 62 | 9 juni 2017       | Letland – Portugal              | 0 – 3 | Kwalificatie WK 2018 | 8.087 |
| 63 | 12 juni 2017      | Letland – Estland               | 1 – 2 | Vriendschappelijk    | 3.157 |
| 64 | 3 september 2017  | Letland – Zwitserland           | 0 – 3 | Kwalificatie WK 2018 | 7.587 |
| 65 | 10 oktober 2017   | Letland – Andorra               | 4 – 0 | Kwalificatie WK 2018 | 4.153 |
| 66 | 24 maart 2021     | Letland – Montenegro            | 1 – 2 | Kwalificatie WK 2022 | 0     |
| 67 | 22 september 2022 | Letland – Moldavië              | 1 – 2 | UEFA Nations League  | 6.711 |
| 68 | 16 juni 2023      | Letland – Turkije               | 2 – 3 | Kwalificatie EK 2024 | 6.287 |
| 69 | 11 september 2023 | Letland – Wales                 | 0 – 2 | Kwalificatie EK 2024 | 6.464 |
| 70 | 12 oktober 2023   | Letland – Armenië               | 2 – 0 | Kwalificatie EK 2024 | 5.128 |
| 71 | 18 november 2023  | Letland – Kroatië               | 0 – 2 | Kwalificatie EK 2024 | 6.747 |
| 72 | 10 september 2024 | Letland – Faeröer               | 1 – 0 | UEFA Nations League  | 5.808 |